# Cosmos (szwajcarski zespół muzyczny)
Cosmos – szwajcarska grupa art rockowa. Zespół założył w 1990 Reto Iseli (perkusja, wokal), początkowo pod nazwą Glacier Eagles. Pod koniec 1993 zmieniono nazwę na Cosmos. Grupa była wtedy pod silnym wpływem muzyki Pink Floyd. W 1994 Cosmos wydał swoją debiutancką płytę The Deciding Moments of Your Life.
Album spotkał się z dużym zainteresowaniem fanów art rocka i przez następne kilka lat Cosmos cieszył się dużym uznaniem w Szwajcarii, szczególnie dzięki występom na żywo, tworząc swoje własne utwory i covery Pink Floyd. W 1998 w wyniku napięć wewnętrznych zespół się rozpadł.
W 2003 Heiko Garrn zaprosił do pracy nad swoim projektem Oliviera Maiera (gitara) i założyciela Cosmos Reto Iseliego. Dołączyli do nich także Mirjam Heggendorn (śpiew) i Daniel Eggenberger (instrumenty klawiszowe). Po pracach nad nowym projektem postanowiono reaktywować Cosmos.
W 2004 grupa wydała koncertowy album Live In Interlaken, a w 2006 studyjny album Skygarden. W roku 2012 Cosmos wydał kolejny album studyjny pt. Mind Games.